# Xã Ceresco, Quận Blue Earth, Minnesota
Xã Ceresco (tiếng Anh: Ceresco Township) là một xã thuộc quận Blue Earth, tiểu bang Minnesota, Hoa Kỳ. Năm 2010, dân số của xã này là 239 người.